# Château de Châtelperron
Le château de Châtelperron est un édifice situé à Châtelperron, en France.

## Localisation
Le château est situé sur la commune de Châtelperron, dans le département de l'Allier, en région Auvergne-Rhône-Alpes.

## Description
Le château a conservé des fenêtres d'époque, certaines sont refendues par des meneaux cruciformes. La chapelle, de style Renaissance, conserve des peintures sur la voûte en forme de coupole.

## Historique
Le château est bâti au XIIe siècle. Il servait de pied-à-terre à Jean II le Bon.
L'édifice est inscrit au titre des monuments historiques en 1929.